# Macrothele yunnanica
Macrothele yunnanica är en spindelart som beskrevs av Zhu och Song 2000. Macrothele yunnanica ingår i släktet Macrothele och familjen Hexathelidae. Inga underarter finns listade i Catalogue of Life.